# Canali resiniferi

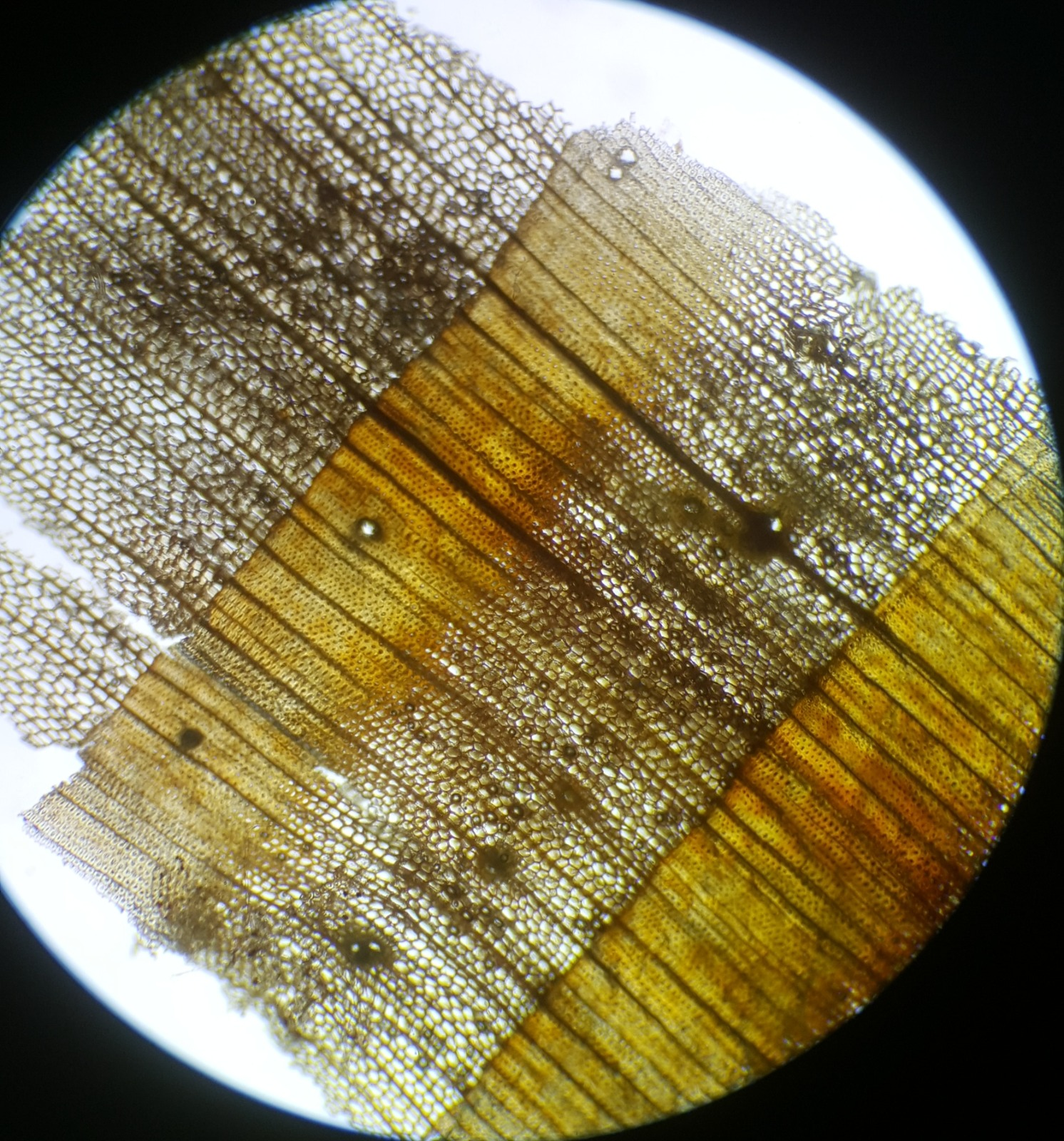
Legno in sezione trasversale con canali resiniferi

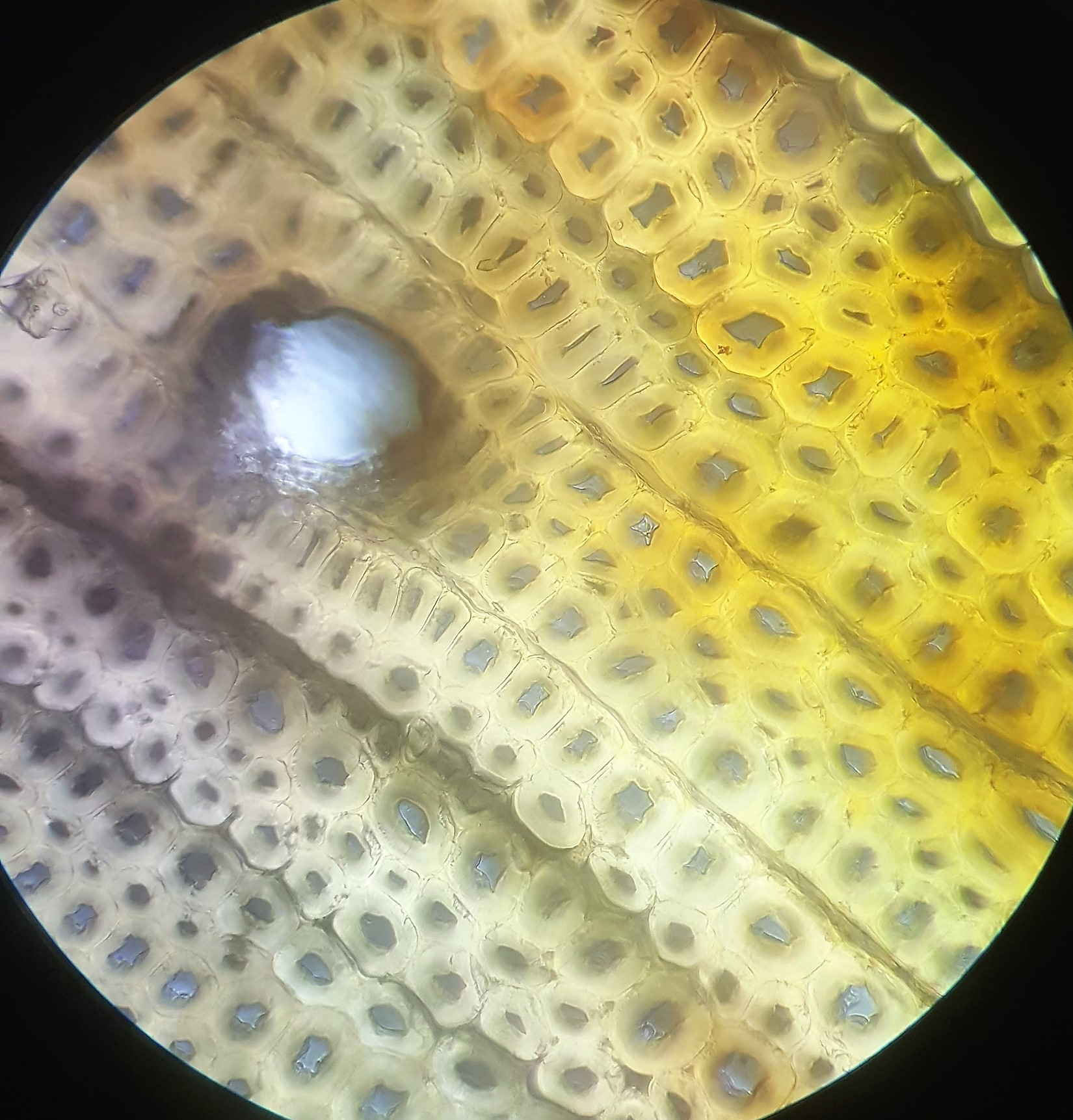
Canale resinifero

I canali resiniferi sono tessuti secretori presenti in tutti gli organi della maggior parte delle conifere. Sono dei condotti intercellulari tubulari rivestiti da un epitelio, che conduce prodotti secondari secreti dalle cellule epiteliali. L’epitelio è il singolo strato di cellule adiacente al canale. Il restante parenchima e le tracheidi incluse al di fuori dell’epitelio sono cellule sussidiarie. L’intero complesso del canale resinifero è quindi composto da: canale, epitelio e cellule sussidiarie.
Entro i canali si forma e viene conservata quella particolare sostanza, viscosa, appiccicosa, aromatica che è la resina.
I canali sono tappezzati internamente dalle cellule secretrici e delimitati da una guaina con pareti ispessite. Le cellule secretrici sono cellule vive che producono e secernono la resina. I canali resiniferi possono essere orientati assialmente (canale intercellulare assiale/verticale) o radialmente (canale intercellulare radiale/orizzontale, all’interno di un raggio). I canali assiali e radiali sono generalmente interconnessi in una rete tridimensionale. Nelle conifere la presenza di canali intercellulari è ristretta a diversi generi di Pinaceae, Larix, Picea, Pinus e Pseudotsuga (sia radiali che assiali); sono invece sempre presenti nel legno di alcune Conifere come Pinus, Picea Abies (abete rosso), Pseudotsuga (douglasia), Larix.
Quando si verificano danneggiamenti al cambio cribovascolare, possono formarsi canali resiniferi traumatici, anche nelle specie che normalmente ne sono prive. Si riconoscono perché sono concentrati in un’unica zona del legno, hanno un grande diametro e sono fusi tangenzialmente.